# انتخابات مجلس الأمن التابع للأمم المتحدة 1992
أُجريت انتخابات مجلس الأمن التابع للأمم المتحدة لعام 1992 في 27 أكتوبر 1992 خلال الدورة السابعة والأربعين للجمعية العامة للأمم المتحدة، التي عقدت في مقر الأمم المتحدة في مدينة نيويورك. انتخبت الجمعية العامة البرازيل وجيبوتي (لأول مرة) ونيوزيلندا وباكستان وإسبانيا أعضاءً غير دائمين في مجلس الأمن التابع للأمم المتحدة لمدة عامين تبدأ في 1 يناير 1993.

## القواعد
يتألف مجلس الأمن من 15 مقعدًا، يشغلها خمسة أعضاء دائمين وعشرة أعضاء غير دائمين. وفي كل عام، يتم انتخاب نصف الأعضاء غير الدائمين لمدة عامين.   ولا يجوز للعضو الحالي أن يترشح على الفور لإعادة انتخابه. 
وفقًا للقواعد التي يتم بموجبها تناوب المقاعد العشرة غير الدائمة في مجلس الأمن بين الكتل الإقليمية المختلفة التي تقسم إليها الدول الأعضاء في الأمم المتحدة تقليديًا لأغراض التصويت والتمثيل،  يتم تخصيص المقاعد الخمسة المتاحة على النحو التالي:
- مقعد للدول الأفريقية (تشغله زيمبابوي)
- مقعد لبلدان المجموعة الآسيوية (الآن مجموعة آسيا والمحيط الهادئ)[5] (تشغله الهند)
- مقعد لأمريكا اللاتينية ومنطقة البحر الكاريبي (تشغله الإكوادور)
- مقعدان لمجموعة أوروبا الغربية ودول أخرى (تشغلهما النمسا وبلجيكا)

ولكي يتم انتخابه، يجب أن يحصل المرشح على أغلبية ثلثي الحاضرين والمصوتين. إذا كان التصويت غير حاسم بعد الجولة الأولى، فسيتم إجراء ثلاث جولات من التصويت المقيد، تليها ثلاث جولات من التصويت غير المقيد، وهكذا، حتى يتم الحصول على نتيجة. في التصويت المقيد، لا يجوز التصويت إلا على المرشحين الرسميين، بينما في التصويت غير المقيد، يجوز التصويت على أي عضو في مجموعة إقليمية معينة، باستثناء أعضاء المجلس الحاليين.

## المرشحون
وقبل إجراء التصويت، نقل ممثل موريتانيا، متحدثا باسم المجموعة الأفريقية، ترشيح جيبوتي من قبل كل من المجموعة الأفريقية ومنظمة الوحدة الأفريقية. وأكد ممثل تركيا، متحدثاً باسم المجموعة الآسيوية، تأييد المجموعة لترشيح باكستان. في حين نقل ممثل أوروغواي، تأييد مجموعة أمريكا اللاتينية ومنطقة البحر الكاريبي لترشيح البرازيل. وأعلن ممثل الدانمرك، متحدثاً باسم مجموعة أوروبا الغربية ودول أخرى، ترشيحات نيوزيلندا وأسبانيا والسويد.

## النتائج

### الدول الأفريقية والآسيوية
| نتائج انتخابات الدول الأفريقية والآسيوية | نتائج انتخابات الدول الأفريقية والآسيوية |
| ---------------------------------------- | ---------------------------------------- |
| الدولة                                   | الجولة الأولى                            |
| جيبوتي                                   | 170                                      |
| باكستان                                  | 161                                      |
| إيران                                    | 1                                        |
| نيجيريا                                  | 1                                        |
| ممتنعون                                  | 1                                        |
| بطاقات الاقتراع الباطلة                  | 0                                        |
| الأغلبية المطلوبة                        | 115                                      |

### مجموعة أمريكا اللاتينية ومنطقة البحر الكاريبي
| نتائج انتخابات مجموعة أمريكا اللاتينية ومنطقة البحر الكاريبي | نتائج انتخابات مجموعة أمريكا اللاتينية ومنطقة البحر الكاريبي |
| ------------------------------------------------------------ | ------------------------------------------------------------ |
| الدولة                                                       | الجولة الأولى                                                |
| البرازيل                                                     | 168                                                          |
| ممتنعون                                                      | 5                                                            |
| بطاقات الاقتراع الباطلة                                      | 0                                                            |
| الأغلبية المطلوبة                                            | 112                                                          |

### مجموعة أوروبا الغربية ودول أخرى
| نتائج انتخابات مجموعة أوروبا الغربية ودول أخرى | نتائج انتخابات مجموعة أوروبا الغربية ودول أخرى | نتائج انتخابات مجموعة أوروبا الغربية ودول أخرى | نتائج انتخابات مجموعة أوروبا الغربية ودول أخرى |
| ---------------------------------------------- | ---------------------------------------------- | ---------------------------------------------- | ---------------------------------------------- |
| الدولة                                         | الجولة الأولى                                  | الجولة الثانية                                 | الجولة الثالثة                                 |
| إسبانيا                                        | 118                                            | —                                              | —                                              |
| نيوزيلندا                                      | 108                                            | 99                                             | 117                                            |
| السويد                                         | 109                                            | 74                                             | 55                                             |
| ممتنعون                                        | 0                                              | 0                                              | 0                                              |
| بطاقات الاقتراع الباطلة                        | 0                                              | 0                                              | 0                                              |
| الأغلبية المطلوبة                              | 116                                            | 116                                            | 115                                            |

## روابط خارجية
- وثيقة الأمم المتحدة A/47/PV.48 المحضر الرسمي لجلسة الجمعية العامة، 11 تشرين الثاني/نوفمبر 1992